# 池田町 (岐阜縣)
池田町（日语：／ Ikeda chō */?）為岐阜縣揖斐郡所轄的町。